# La Valette-du-Var
La Valette-du-Var – miejscowość i gmina we Francji, w regionie Prowansja-Alpy-Lazurowe Wybrzeże, w departamencie Var.
Według danych na rok 1990 gminę zamieszkiwało 20 687 osób, a gęstość zaludnienia wynosiła 1335 osób/km² (wśród 963 gmin regionu Prowansja-Alpy-W. Lazurowe Valette-du-Var plasuje się na 34. miejscu pod względem liczby ludności, natomiast pod względem powierzchni na miejscu 583.).
Jedną z gmin partnerskich jest od 2006 roku gmina Krościenko nad Dunajcem.

## Współpraca
- Villingen-Schwenningen, Niemcy
- Liévin, Francja
- Bocşa, Rumunia
- Nowoczerkask, Rosja
- Somma Lombardo, Włochy